# 托馬什·胡博錢
托馬什·胡博錢（發音：[ˈtɔmaːʐ ˈɦubɔtʂan]；1985年9月17日—）是一位斯洛伐克足球運動員，在場上的位置是後衛。他現在效力於斯洛伐克足球超级联赛球隊日利納。

## 荣誉
日利納
- 斯洛伐克足球超級聯賽：2003–04，2006–07

聖彼得堡澤尼特
- 俄羅斯超級盃：2008，2011
- 俄罗斯杯：2010
- 俄羅斯足球超級聯賽：2010，2011–12